# 頓號
頓號是現代漢語中的標點符號之一，用來標示并列词语之间的停顿。

## 用法
顿号在漢語中主要有兩個用途：
1. 分隔同類的並列的事，通常是單字、詞語或短句，當中的停頓較逗號短；
2. 分隔汉字序号和內文，如：“一、……二、……三、……”或“甲、……乙、……丙、……”。

中國大陸官方標準指明，頓號用於「句子内部并列词语之间的停顿」。台灣教育部指明，頓號「用在平列连用的单字、词语之间，或标示条列次序的文字之后」。頓號示意的停頓短於句號、問號、嘆號、冒號、分號、逗號的停頓。
在打印排版上，頓號佔一字之寬，在中國大陸，橫排時居於左下，直排時居右上，在台灣則不論橫直，都放在字格中間。

### 连词前不加頓號
在“和”、“与”、“或”等连词前不应使用顿号，例如：
「人体由头部、颈部、四肢、和躯干组成。」
「人体由头部、颈部、四肢和躯干组成。」

### 概數
若要表達大概的數字，可在兩個數字之間加上頓號稍作停頓。例如：「李太太家養了四、五隻貓。」但數字之間的頓號并非必要，可因作者習慣喜好決定應否使用頓號。

## 其他語言
日語的稱為「讀點」（／），相當於中文的逗號。在日語中，與頓號功能相似的標點符號是「中黑」（・）。
大部份西方語言不使用頓號，对应頓號的功能由逗號兼替。

## 電腦應用
在 Unicode 字符是 U+3001：
- 台、港、澳標準為置中，如，直排時皆然
- 中國大陸同日本標準為靠左下，如；直排時靠右上，Unicode 4.1 增加配合中國大陸寫法之「直排頓號（PRESENTATION FORM FOR VERTICAL IDEOGRAPHIC COMMA），U+FE11」「︑」[6]，以兼容 GB 18030
- 另有「小頓號（SMALL IDEOGRAPHIC COMMA）」在 U+FE51，源自 CNS 11643／Big5；此外還有「半形頓號（HALFWIDTH IDEOGRAPHIC COMMA）」在 U+FF64，源自 JIS X 0201 編碼。

### 輸入方法
在微軟新注音輸入法的輸入方式為依序按下`與'鍵（或使用組合鍵Ctrl+'）。在無蝦米輸入法中，可使用'加上　　　　，或是vv加上　　　　輸入。
- 在倉頡輸入法中，輸入ZXAC，然後按　　　　。
- 微软拼音输入法、紫光输入法、万能五笔输入法等中国大陆出版之输入法等可按 \ 键输入顿号，其中在搜狗拼音输入法中还可按 / 键输入顿号。
- 在倚天中文、XCIN、gcin及OXIM按 ⇧ Shift+Alt+i
- 在 Mac OS X 10.4 中按.、按　　　　兩次、再按 ↵ Enter（或按.後按3）。

## 歷史
頓號在中文已使用逾1500年，在《儀禮》已見使用頓號。「頓號」一名稱則最早出現於1922年陳望道的《新式標點》。
用于区分非漢名的音界號（间隔号）曾被視為一种顿号。在台灣，教育部國語推行委員會在1987年之前一直將逗號和頓號歸類為「點號」，直至該年修訂《標點符號手冊》才識別為不同的標點。

## 另見
- 句讀